# Jan Benigier
Jan Janusz Benigier (Radom, 18 de Fevereiro de 1950) é um ex-futebolista profissional polaco que atuava como atacante, medalhista olímpico.

## Títulos
Polônia
- Jogos Olímpicos 1976: Prata

## Ligações Externas
- Perfil na Sports Reference Arquivado em 23 de setembro de  2011, no Wayback Machine.